# Fédération argentine de rugby à XV
La Fédération argentine de rugby à XV (Unión Argentina de Rugby, UAR) est l'organe dirigeant le rugby à XV argentin; elle est fondée le 10 avril 1899. Elle a la charge d'organiser et de développer le rugby à XV en Argentine.

## Historique
Le jeu, importé par les Britanniques en Amérique du Sud, a vu son premier match se dérouler en 1873. Mais ce n'est qu'en 1899 que 4 clubs de la capitale argentine, Buenos Aires forment la River Plate Rugby Football Union, l'une des plus vieilles fédérations de rugby au monde.
Celle-ci deviendra plus tard Unión Argentina de Rugby (UAR) qui deviendra membre de l'International Rugby Board (IRB) après avoir été invitée à participer à la première Coupe du monde de rugby en 1987.
Le 14 octobre 1988, elle est l'une des cinq fédérations nationales à l'initiative de la création de la Confederación Sudamericana de Rugby, organisme régissant le rugby sur le continent sud-américain. Auparavant, elle intègre en 1987 la Fédération internationale de rugby amateur, d'abord en tant que membre associé, puis en tant que membre à part entière en 1996, jusqu'en 1999, date à laquelle cette dernière réduit son périmètre d'action au continent européen.

## Identité visuelle
Le 18 décembre 2013, l'UAR opte pour un nouveau logo, adoptant une version plus « stylisée et stimulante » du jaguar. Ce dernier est à l'occasion décliné pour chaque équipe nationale,.
Le 17 avril 2023, elle adopte un logo typographique simplifié, afin de pouvoir mettre l'accent sur chacune de ses sélections nationales en leur dédiant pour chacune une identité visuelle spécifique.

Évolution du logo
Ancien logo abandonné le 18 décembre 2013.
Logo du 18 décembre 2013 au 17 avril 2023.
Logo instauré le 17 avril 2023.

## Liste des présidents
| Nom                        | Période   |
| -------------------------- | --------- |
| Leslie Corry Smith         | 1899      |
| F.H. Chevalier Boutell     | 1900-1904 |
| James Oswald Anderson      | 1904-1905 |
| Maurice F. Gilderdale      | 1905-1907 |
| Robert W. Anderson         | 1907-1909 |
| Mariano Paunero            | 1909-1910 |
| John C. Bellany            | 1910-1914 |
| Tomas St. J. Gebbie        | 1915-1919 |
| Willian A. McCallum        | 1920-1922 |
| E.A. Young                 | 1923-1925 |
| Jacinto Z. Caminos         | 1925-1928 |
| F. de C. Maitland Heriot   | 1928-1932 |
| Abelardo Gutierrez         | 1933      |
| David J. Millar            | 1933-1934 |
| J. A. Mc Glashan           | 1934-1936 |
| Oswald St. J. Gebbie       | 1939-1940 |
| Carlos E. Bowers           | 1941-1943 |
| Néstor Palacios            | 1943-1947 |
| Rodolfo Zimmermann         | 1947      |
| Tomás D. Sanderson         | 1947-1949 |
| Carlos G. Roji             | 1950-1951 |
| Carlo Khoury Solá          | 1952-1956 |
| Federico Massini Ezcurra   | 1956-1958 |
| Carlo Khoury Solá          | 1958-1960 |
| Leopoldo L. R. Hussay      | 1960-1964 |
| Juan C. Wells              | 1964-1968 |
| Emilio J. Jutard           | 1969-1970 |
| Eliseo Rival               | 1970-1973 |
| Jorge R. Cáceres           | 1973      |
| Carlos A. Tozzi            | 1974      |
| Alberto J. Traini          | 1975      |
| Francisco Rios             | 1976-1977 |
| Prudencio S. Torres Garcia | 1978      |
| Dominguo L. Bereciartúa    | 1979-1982 |
| Carlos A. Tozzi            | 1983-1992 |
| Lino Pérez                 | 1993-1994 |
| Felipe A. Ferrari          | 1995-1996 |
| Luis M. Gradin             | 1996-2000 |
| Miguel Servera             | 2001-2003 |
| Emilio Perasso             | 2004-2005 |
| Alejandro Risler           | 2006-2007 |
| Porfirio Carreras          | 2008-2009 |
| Luis Castillo              | 2009-     |